# アンダーディフィート
『アンダーディフィート』(UNDER DEFEAT)は、2005年に稼動開始したグレフ製作の縦スクロールシューティングゲームである。画面構成はハーフトップビュー。ヘリコプターを操作して、兵器や建造物を破壊していく。通称「アンデフ」。
2006年3月23日にはドリームキャスト版が発売。2012年2月23日にはPlayStation 3とXbox 360が『アンダーディフィートHD』のタイトルで発売。2024年12月5日にはシティコネクションより過去移植の追加要素やDLC機体、新BGMを収録したNintendo Switch/PlayStation 4/PlayStation 5/Xbox Series X/S版が『UNDER DEFEAT』のタイトルで発売、2025年2月6日にはSteamにおいても配信された。

## 特徴的な演出
- 本作では地上、空中敵のあたり判定が一択となっているもの主流になったSTGにおいて、それらを明確に分けている地形要素ありのSTGとなっている。
- ミリタリー色の濃い世界観を持ち、演出の方向性はリアル志向。爆風を受けた樹木や煙が揺らいだり、戦車が走るときに地面の凹凸を拾い車体が揺れたり、撃墜された敵戦闘機がきりもみ墜落したり、敵味方問わず弾発射時に排莢の演出があったり、巨大な車体を支えるために地面にアンカーボルトを打ち込む車両があったりと、演出のこだわりぶりを挙げると枚挙にいとまが無い。破片が水辺に落ち波紋を広げる演出は、セイブ開発の雷電シリーズ以来である。
- ステージクリア時に、敵の戦死者数が表示される。これは破壊した兵器ごとに加算され算出された数字で、プレイごとに戦死者数が変わる。「推定」とされるのは、例えば4名が定員の戦車に3名のみ搭乗していた場合は考慮しないからだという。
- 敵弾に被弾した瞬間、ゲーム中の時間が一瞬止まった後に自機が爆発を起こす。この間にどの敵弾に当たったのかを確認できるが、自身も一瞬止まってしまったプレイヤーも多かったという。
- 特定の条件を満たすと、最終ステージクリア後に2周目が開始する。2周目はステージが左右反転されたものになる。また、敵破壊時に撃ち返し弾が発生し、ステージ背景やステージクリア時のビジュアルに1周目と異なるものが用意されている。

## 世界設定
大陸を2分する帝国と連邦の戦争は、両陣営の疲弊により停戦期日を決めて停戦協定を結ぶこととなる。終戦の日に向けて両軍は、ここぞとばかりに実験機や試作機を次々と実戦に投入する。ここから先には、誰も見たことの無い戦場が広がる。
帝国軍
プレイヤー側の所属する軍。（恐らく）ドイツ語が公用語。
連邦軍
敵が属する軍。（恐らくは）英語が公用語。

## プレイヤー機とその操作
設定概要
本作では試作空中戦車 VKL5.03(P)と呼ばれる機体を操作する。
「VK」は実験試作型（VersuchsKonstruktion）、「L」は空中（Luft）を意味する。「5.03」は重量が約5トン、3号の意味を表す。Pがつく会社が製作したので末尾に「(P)」が付く。この命名法は史実に置ける第二次世界大戦期のドイツ陸軍の戦車の物と同様である。
空中戦車と呼ばれているが、現実世界の呼び方で表現すると対戦車攻撃ヘリコプターである。全長は約7.5m。カラーリングには、赤と深緑の2種類が確認されている。固定武装として、2連装対空機関銃と、上下に撃ち分け可能な多目的機関砲1門を装備。そのほか、広範囲を爆撃するボムと、3種類の自律型オプションを搭載可能。
操作方法
レバーで操作。Aボタンで直線状のショット（およびオプションの起動（後述））、Bボタンでボム。
ショットを撃たずに左右移動すると、機首の方向が変わる。一定角度以上には変わらない。レバーをニュートラルに戻すと機首は正面方向に戻る。角度が変わった状態でショットボタンを押し続けると、機首の角度がその状態に保たれその方向にショットが発射される。
ショット
中央の太いメインショットと、左右一対の細いサブショットから成る。サブショットはメインショットの4分の1の威力を持つ。
メインショットの射線上に敵の地上物があると、自動的にその地上物に向けて射角が変わる。射角によって、手前に高さのある建造物などの遮蔽物があると地上敵に到達前に遮蔽されてしまう。
オプション
Aボタンを離すと画面右下のオプションゲージが溜まり始め、完全に溜まるとOKが表示され音が鳴る。その状態でAボタンを押せばオプションが射出され、自動的に攻撃が行われる。オプションで敵を破壊した場合は得点が多めに増加（後述）する他、メインショットと同じく対地対空両方に対応する。また、射線上に敵がいない場合はオプションの種類に応じた移動を行い、射線上に敵を捉え次第移動を停止する。ただし、自機のような機首旋回は行わなれず、射出時の自機の角度と同じ方向で射線が固定される。
オプションを射出して一定時間が経つかオプション自体が敵と接触するとオプションは消滅。消滅後には若干のWAIT時間（リロード時間）があり、その間オプションゲージは溜まらない。WAIT時間が経過した後は再び使用可能となる。ボタンを離して溜めるというシステム上、オプションを溜めている間は攻撃が全く出来ないため、使用する場面を考えなければならない。
オプションが敵に接触して消滅した場合、接触した敵に対して自機ショット16発分のダメージを与える。
オプションの種類は以下の3種類。アイテムで変更可能。
バルカン（黄）
ゲーム開始時の装備。威力が自機ショットの0.75倍で、自機のショット並みに速い連射力と溜め時間・WAIT時間の短さから、補助武装として使い勝手がいい。
敵への射線合わせ速度はやや遅め。また、射線上に敵がいない場合は自機に近づくように移動する。
キャノン（緑）
自機ショットの13倍の威力の弾を連続的に発射する。射程距離が長く、中程度の耐久力の敵が分散して多数出現する場面で有効。溜め時間・WAIT時間はやや長い。
射線上に敵がいない場合は、敵の方向へ自律的に水平移動する。敵への射線合わせ速度は無印版では普通の速度だが、HDなどの移植版では弾の連射速度とともに移動速度が強化されている。
ロケット（青）
超高威力（自機ショットの60倍）のロケット弾を1発だけ発射する。また、着弾時は一定範囲（対地対空問わず、中央着弾で画面横幅の大体は賄える）の敵すべてに爆風ダメージ（自機ショットの20倍）を与える。高耐久力の敵とその周囲を即座に一網打尽にできるが、溜め時間・WAIT時間が非常に長いため敵出現の先読みとタイミングを狙う必要がある。
オプションがロケットを発射する前に敵と接触して破壊された場合、周囲の敵にはロケットの爆風ダメージのみと、接触した敵にはオプション接触時の攻撃力を与える。
オプションの移動は低速だが、攻撃目標への位置補正程度に行われる。

ボム（赤）
Bボタンで発射。ボムアイテムのストックを消費して画面全体の「敵と味方」にダメージを与える。派手な見た目に反して、威力はそれほど高くない。Bボタンを押した瞬間から爆撃が終わるまで長時間無敵になるが、無敵時間中に敵を破壊してもスコアを得ることは出来ない。この攻撃で味方を破壊してしまうと「貢献度」が下がる。
アイテム
特定の敵を破壊すると出現。オプションとボムの2種類があり、敵ごとにどちらが出現するか決まっている。
オプションアイテムは泳がせておくと一定時間ごとに「バルカン→キャノン→ロケット→バルカン…」の順に種類（色）が変わる。また、WAIT時間中にオプションアイテムを取得するとWAIT時間がゼロになり、すぐに次のオプションゲージを溜められる。

## 本ゲームの稼ぎについて
点数を稼ぐことで自機がエクステンドする事はない。アーケード版では、1周目と2周目のスコアランキングが混同されるという不具合がある。
撃ち込み点
自機メインショット1発あたり10点が加算される。サブショットに撃ち込み点はない。
オプション破壊ボーナス
オプションの攻撃で敵を破壊すると、通常の2倍の破壊点が獲得できる。これがこのゲームの稼ぎの要である。2倍になった敵の素点は画面左上に表示される。
ステージクリアボーナス
各ステージをクリアしたときに、ステージ中の活躍により加算される。
貢献度ボーナス
貢献度ボーナスから算出された点数には自機の残機数によって倍率が掛かり、残機が少ないほど高倍率。貢献度が100%だと2倍のボーナスが貰える。貢献度100%を取る為には、必ずしも全ての敵を破壊する必要は無い。詳細は次の項で。
弾薬節約賞与
残ボム数に応じて支給される。
燃料節約賞与
ボス戦の残り時間に応じて支給される

## 貢献度
ステージクリア時のボーナスとして貢献度があるが、これは敵破壊率のようなものである。貢献度の上がり方は敵ごとに大きく違い、重要人物が乗っていると思われる車両や戦略上重要な兵器、一部のコンテナやドラム缶などには大きな貢献度が設定されている。登場するザコ戦車の中には、他とは違うマーキングやカラーリングや機体形状をもつ「指揮官機」があり、素点・貢献度ともに高い。どこに指揮官機が登場するかは、ある程度ランダム。また、友軍を破壊すると貢献度が下がる。
おもな貢献度の高い敵には、以下のようなものが有る。
- STAGE 1 - 点在する固定砲台、ボス手前で格納庫から走り去る車
- STAGE 2 - ステージ2冒頭で港を横切る車両、巡洋艦の艦橋
- STAGE 3 - 重自走砲、自走砲直後の砲弾を搭載した車両の近くから走り去る車両、終盤に最後の橋に向かって走り去る車両
- STAGE 4 - ミサイルを放つ中型ヘリ、大型砲台
- STAGE 5 - 超重戦車、空中重戦車、高機動戦車

## キャラクター
本作ではマスコット的に2人の女性キャラが登場し、ゲーム中のアイキャッチや販促ポスター、家庭用のジャケットなどで見ることが出来る。恐らく彼女らがVKL503を操縦しているものと思われる。
名前は不明で、ファン間では本作の略称になぞらえて、赤髪でボーイッシュなキャラが「アン子」、銀髪でクールなキャラが「デフ美」と呼ばれている。最初はプレイヤー間での仮称だったが、メーカーの公式サイトでも使われるようになったため半公式の通称となった。ちなみに本作サウンドトラックに彼女らの本名が記載されたドッグタグが封入されている。
アン子
本名：アデーレ・フリードリッヒ（Adele Friedrich）
生年月日：帝国暦774年1月11日 血液型：A型
デフ美
本名：ヴィルヘルミーネ・ミューラー（Wilhelmine Muller）
生年月日：帝国暦770年2月22日 血液型：O型

## 登場兵器並びにステージ紹介

### STAGE1 BRIDGE HEAD
VKL503の実戦テストとして、湿地帯への侵攻が行われた。実戦テストの結果は良好。この戦闘により帝国軍は連邦領侵攻のための橋頭堡を確保。敵には250余人の死傷者が出た。
ウィーチェスタ空中重戦車（作戦目標）
2枚の回転翼で飛行する、試作大型空中戦車。前方に4門の銃塔を備えるとともに、後方に対戦車用とみられる砲から装弾筒つきの大口径弾を連射する。ゲーム2周目では、機銃が多方向制御や同時斉射をする。機体後方の左右に搭載されたエンジンが弱点。ネーミングの由来はライフル銃で名門のウィンチェスター。

### STAGE2 BATTLE SHIP
急遽決まった停戦日により、VKL503部隊はそのまま実戦に投入されることになる。潜入工作員による敵戦艦の爆破工作を確実なものとするため、囮として軍港および戦艦に攻撃を行う。作戦目標達成時に、帝国軍の工作員は戦艦の爆発に巻き込まれ戦死した可能性が高い。この戦闘により連邦軍には3,000人以上の死傷者が出たと推定される。
シニコフ級巡洋戦艦アウカー（中間目標）
3連装主砲5門、連装副砲8門の他、小型の単装砲台28門、航空カタパルトの付いた大型戦艦。 艦橋も破壊できるが、手前半分しか攻撃することができない。ゲーム2周目時には、航行する向きが左右逆になっている（1周目は右上がりに対し2周目では右下がりの方向で登場する）。ネーミングの由来は、カラシニコフのAK-47（カラシニコフ級・AKの最初の2文字Автомат Калашникова（"アウトマート・カラーシュニカヴァ"）で、アウカー）。
マウゼル級戦艦ボルトー（作戦目標）
4連装主砲4基、連装主砲1門基、連装副砲6基、3砲身対空速射砲8基、CIWS28基、VLS8基、艦尾には航空カタパルトまでもを備え、固定翼機2機をふくむ航空機6機が係留されていた。また、艦橋にも何らかの対空火器を備えているようだが、詳細は不明。具体的なスペックは不明だが、超弩級戦艦であることは間違いない。また、艦橋の形状は大和型戦艦の物に類似している。ゲーム2周目時には、航行する向きが左右逆になっている（1周目は右上がりに対し2周目では右下がりの方向で登場する）。ネーミングの由来は、ボルトアクションライフルの名門メーカーモーゼル（モーゼルのドイツ語風読みでマウゼル、ボルトアクションライフルからボルトーだと思われる）。

### STAGE3 FRONT LINE
VKL503部隊は、前線を広げる為の大規模な作戦に参加する。攻撃機部隊と共に、味方地上戦車部隊を上空から支援し、敵防衛拠点を突破する。この戦闘により、連邦軍には650人以上の死傷者が出たと推定される。
ブレド超重自走砲（中間目標）
大口径の主砲と、2連装の副砲4門を装備する超級自走砲。後方に弾薬積載用のクレーンも備え、スモークディスチャージャーと見られる兵装も見受けられる。ネーミングの由来はイタリアの大手兵器製造企業、ブレダ社。
スプリーフェルド新型空中重戦車（作戦目標）
森林迷彩のカラーリングをほどこされた2発のティルトローター機。機体上部にガトリング砲と機関砲台4門を備え、前方には大口径機銃2門を持つ。機体内に大型の格納庫を持ち、搭載した巡航ミサイルや空中機雷で攻撃する。武装から、友軍の地上作戦を近接支援するため建造された爆撃/攻撃機タイプの空中戦車だと推測される。プロペラ部分の角度を変更可能で、V/STOL機と推測される。ネーミングの由来はスプリングフィールド・アーモリー。

### STAGE4 FORTRESS
VKL503部隊は、帝国軍を苦しめている要塞砲の長距離砲撃を封じるため連邦軍の要塞に奇襲攻撃をかける。視界が優れず小型機に有利な天候を利用し一気に要塞中心部に進入、射撃管制塔を破壊する。この戦闘により、連邦軍には1100人以上の死傷者が出たと推定される。
ライトアーム重装甲列車（中間目標）
偵察用、攻撃用、迎撃用の3タイプが存在する。要塞の要所に配備されており数はかなり多く、自機を苦しめる。ネーミングの由来は、アーマライト社。
大型砲台（中間目標）
同じく要塞の要所に設置されている巨大なトーチカ。防空のためか、副砲とセットで配備されていることが多い。2門の砲からはランダムで炸裂弾かEMP爆弾のどちらかが放たれる。このステージでしか登場しないEMP爆弾（通称：カミナリ弾）は電磁パルス爆弾のこと。直接攻撃力はないが、炸裂するとオプションとロケット弾が破壊される上、3秒間だけ自機の動きが鈍くなる。連続で炸裂した場合、この時間は最大6秒まで延長される。
射撃管制塔（作戦目標）
山頂にある管制塔。山麓の大型砲台や砲塔用のライトアームの弾道計測が行われていたと思われる。自らも相当な攻撃能力を持った砲台郡で、中央管制部にある二連装大口径ガトリング砲の周囲には曲射砲・機関砲・ガトリング砲・SAMランチャー・EMP爆弾射出口などをリプレース可能な砲台が大量に配置され、加えて管制部に装備された探照灯で画面をホワイトアウトさせて来る。

### STAGE5 GRAVEYARD
両軍は停戦期日を迎え、長く苦しい戦争は終結した。しかし、連邦軍の一部の上層部が強力な試作兵器郡を持ち出し、抵抗を続けている。彼らを止め真に戦争を終結させるために、VKL503は最後の戦いに挑む。この戦闘による死傷者数は750名以上にのぼった。
アセナル試作多砲塔超重戦車（中間目標）
4連装の主砲塔を中心とし、左右に2連装副砲と固定機関砲を装備し、ハリネズミのような砲台郡をそなえる超重戦車。単機であっても、驚異的な弾幕を張ることができる。ネーミングの由来は、軍需工場を意味する英語arsenal。もしくはブルガリアの銃器メーカー、アーセナル。
エンフィルド試作空中重戦車（中間目標）
ティルトウイング機としては珍しい4発のプロペラ式空中重戦車。スプリーフェルド新型空中重戦車を元にして対空性能を重視した試作機で、機動力と火力の向上を両立させている。FuG202に似たレーダーアンテナが装備され夜間戦闘能力が付加された。性能の向上した2連装ガトリング砲と新型空中機雷のコンビネーション攻撃により、敵空中戦車を一掃することができる。ネーミングの由来はエンフィールドNo.2。
ネオステーダ試作高機動戦車（中間目標）
武装は主砲と固定機関砲2門のみと乏しいが、4基搭載された新型エンジンによりホバー移動と飛行を可能としている。高い敏捷力を活かし四方八方から撃たれる主砲と、地上戦車の厚い装甲を生かした体当たり攻撃は、空中戦車にとっては脅威の一言。またこのステージに登場する機体には熟練戦車兵が搭乗しており、3輌による三位一体攻撃や予測射撃でその脅威が底上げされている。しかし、この機体の要である新型エンジンの調整がうまくいっていないようだ。ネーミングの由来は南アフリカの銃器メーカー、ネオステッド。
ブローン自走要塞（作戦目標）
まず、後部には2連装砲塔6門、3連装副砲3門、4連装副砲2門などを配置し、その火力は地上要塞を軽くしのぐ。機体上部に位置する巨大な砲塔には、超大口径ガトリング砲2門、炸裂弾射出口2門、大口径キャノン砲1門を搭載。さらには、自機がすっぽり納まってしまいそうなほど異様な大口径の主砲を備える。この主砲に砲撃されたら、町の1つくらいは簡単に吹き飛ぶだろう。このほかにも様々な武装を装備することができると思われる。戦車などという言葉では形容できないほど巨大な移動車両。機体はあまりにも厚い装甲に覆われており、破壊することができない。唯一の攻略手段は、主砲の砲身の中に弾を打ち込み、内部の弾薬を爆破することである。ネーミングの由来はブローニング

## アンダーディフィートHD
2011年に発表され、2012年2月23日にPlayStation 3とXbox 360で発売。ソフトのみの通常版、攻略DVDとアレンジCDを同梱した限定版の2種類が存在。トロフィー、実績解除機能に対応。アーケード版の再現を行ったアーケードモードに加え、ゲーム全体はアーケードそのままに16:9の横画面で操作できる新モードのニューオーダーモードが追加される。
また2013年4月25日には、本作をベースとしたアーケード逆移植版『アンダーディフィートHD+』がALL.Net P-ras MULTI対応タイトルとして稼働開始された。使用基板はRINGEDGE2。

### ニューオーダーモード
PlayStation 3とXbox 360に追加されたモード。画面比率が4:3の縦画面から16:9の横画面に変更されたのが特徴でそれに伴い、敵の攻撃アルゴリズムの一新、自機の振り向き角度の拡大など、16:9の横画面用にゲームバランスが再調整されている。操作方法も従来の方式に加えて、2本のアナログスティックを利用して左スティックで自機移動、右スティックで自機の旋回を行う操作方式でプレイする事も可能となっている。BGMも本モード用に新たにアレンジされたものに変更されている。
アーケード版である『－HD+』ではゲームバランスの調整が再び行われ、敵弾の弾速が全体的に低下されている。

### ニューオーダーモード+
『 - HD+』に搭載。家庭用に搭載されたニューオーダーモードのシステムをリニューアルしたモード。家庭用版のVer.1.02アップデートにも実装。
自機の振り向き角度がニューオーダーモードから更に拡大されており、横方向へ旋回する事で画面のスクロール速度が低下するようになっている（ボス戦など一部の場面では変化しない）。ただし、スクロール速度が低下している間は画面上部に表示されている「WARNING GAUGE（ワーニングゲージ）」が上昇していき、ゲージが満タンになると追加の敵が現れて攻撃が激しくなるペナルティーを受ける事になる。このルールをスコア稼ぎに利用することも可能だが、残機のエクステンドが存在しない点は相変わらずのため、リスクは高い。
それ以外では被弾をしてミスになった瞬間の硬直演出の廃止やステージ1での一部演出の変更が施され、ニューオーダーモードでは廃止された各ステージのボス戦BGMも復活している（ただし、新曲ではなくオリジナル版のBGMを使用）。

### ダウンロードコンテンツ
追加プレイヤー機体VKL7.04(V)W
Xbox 360版・2012年3月28日、PlayStation 3版・5月1日
本機は「重火力試作機」として開発された物で、各種オプションを標準装備として機体内部に搭載した機体という設定。VKL5.03(P)よりも大柄な機体となっており、旋回速度が若干低い。カラーリングは白色。
オプションがメインショットとして使用可能になっており、オプションゲージを溜めずとも無制限にオプションが使用可能になっている。このため、オプションアイテムを取得していない状態（バルカン）ではメインショットが二連装となり、オプションアイテムを取得した場合は片方のメインショットが変化する事になる。サブショットは3ウェイとなっており、広範囲を攻撃することが可能だがサブショット単体での集中砲火は接近しなければならない。
追加プレイヤー機体VKL6.02(A)P
Xbox 360版・2013年7月17日、PlayStation 3版・8月6日
アーケード版および海外版に登場した機体。STAGE 4で敵として登場するミサイルを放つ中型ヘリとほぼ同じ外見となっているが連邦軍から鹵獲した機体であるのか、元々帝国軍が所有していた機体であるかどうかは不明。同じ追加プレイヤー機体であるVKL7.04(V)Wよりも更に大柄な機体であり、移動速度が全3機の中で最も遅い。カラーリングは赤色。
サブショットの代わりにホーミングミサイルを搭載しているのが特徴。ホーミングミサイルは1発のみ発射され、連射は殆ど効かないものの誘導性能が非常に高く、ミサイル自体の火力も高い。一方でショットは他の2機体では搭載されているサブショットがなく、中央のメインショットのみなので、斜めや横方向からの攻撃には弱く、特に敵からのホーミングミサイルに対しては細心の注意を払う必要がある。
オプションはVKL5.03(P)と同じく機体から子機を射出するタイプで各オプションの性能も同じ。元々高い自機からの火力へオプションの火力を上乗せする事により、非常に高い火力を叩き出す事が出来る。

## 余談
トレジャーとともに『グラディウスV』に関わっていた時期に、手の空いた2人のスタッフが制作を開始していたという（フランスのゲーム専門チャンネルでのSTG特集より）。『ユーゲー』のドリームキャスト特集において「一部のボスを外注に出したが、ほとんどの部分は2人で製作を行った」という内容のインタビューが掲載されている。
ドリームキャスト版のキャッチコピーは「ドリームキャストの最後を飾るのは、このソフトだ!」だったが、予期せず『ラジルギ』の発売時期と重なってしまったためにわざわざ発売を遅らせたというエピソードがある。本作の発売の後『トリガーハート エグゼリカ』と『カラス』が発表されたため、結果的にはドリームキャスト最後のソフトにはならなかったが、それら後発の2本と違いドリームキャスト以外のハードに移植されなかった為、家庭用移植がドリームキャスト独占のソフトとしては、長く本作品が最後のソフトであった。2012年に現行機でリバイバル発売された事により、現在の当該ソフトは『風ノ唄』（本作の2年前に発売）となっている。